# Syberia: The World Before
Syberia: The World Before is een computerspel ontwikkeld door Koalabs en uitgegeven door Microids voor Windows op 18 maart 2022. Op 15 november 2022 verscheen ook een versie voor de PlayStation 5 en Xbox Series. Versies voor de Nintendo Switch, PlayStation 4 en Xbox One worden verwacht in 2023.
Bedenker van de Syberia-serie, Benoît Sokal, kwam gedurende de ontwikkeling van het spel te overlijden.

## Plot
Het spel volgt de tijdlijnen van twee personages: Dana Roze, een jonge pianiste uit Vaghen, een fictief Centraal-Europees dorp, en Kate Walker, de protagonist uit eerdere spellen.
Kate Walker is ditmaal gevangengenomen in een oude zoutmijn in een Oost-Europees gebied. Ze weet te ontsnappen en volgt het spoor van een mysterieus meisje in een schilderij. De reis leidt naar een bergdorp waar Walker het verhaal komt te weten over Dana Roze, een getalenteerde jonge pianiste die wordt bedreigd door de opkomst van het fascisme in Europa in 1937. De muzikant, die zeventig jaar eerder leefde, lijkt indrukwekkend veel op Walker.
Het spel gaat verder met de avonturen van Kate Walker, kort na het einde van haar vorige reis in 2004.

## Ontvangst
Syberia: The World Before ontving positieve recensies. Men prees de sterke verhaallijn, het grafische gedeelte, de gameplay, personages en puzzels. Kritiek was er op het trage speltempo en dialogen die niet overgeslagen kunnen worden.
Op Metacritic, een recensieverzamelaar, heeft het spel een score van 81%.